# Burow
Burow é um município da Alemanha, situado no distrito de Mecklenburgische Seenplatte, no estado de Mecklemburgo-Pomerânia Ocidental. Tem 17,33 km² de área, e sua população em 2019 foi estimada em 954 habitantes.